# 서면 (홍천군)
서면(西面)은 강원특별자치도 홍천군 서부에 위치한 면이다.세대당 인구가 1.7명으로 홍천군 읍.면 중 제일 적다.

## 개요
한서 남궁억 선생의 무궁화 보급 운동 발상지인 유서 깊은 지역이고, 대한민국에서 제일 넓은 홍천군의 서쪽 끝에 위치하고 있는 면이다. 서울, 춘천, 원주 방면의 교통 요충지이며, 여덟 봉우리의 기암괴석 비경과 홍천강이 어우러진 산자수려한 팔봉산관광지를 비롯한 팔봉, 반곡, 개야, 모곡, 수산, 밤벌, 마곡백사장 등 넓고 긴 강과 소하천(102.7km), 그리고 봄, 여름, 가을, 겨울 사계절 체류형 관광지인 대명비발디파크(스키장, 골프장, 콘도), 오션월드 등 천혜의 관광자원을 간직하고 있다.
또한, 푸른 산, 맑고 깨끗한 물, 오염되지 않은 공기와 토지를 활용한 자연친화적 환경농업으로 벼, 감자, 시설채소 등 다양한 청정농산물을 생산하고 있다.

## 연혁
- 고구려시대 : 벌력천현
- 신라시대 : 화산현에 속함
- 고려시대 (현종 9년) : 홍천현 감물악면에 속함
- 1895년 : 춘천부 홍천군이라 함
- 고종32년 : 홍천군 감물악면으로 11개리 관할
- 1914년 : 경기도 양평군 분지리 일부편입, 12개리로 개편
- 1917년 : 홍천군 서면으로 개칭

## 행정 구역
| 법정리   | 한자명   | 행정리                             | 비고                   |
| -------- | -------- | ---------------------------------- | ---------------------- |
| 개야리   | 開野里   | 개야리                             |                        |
| 굴업리   | 屈業里   | 굴업리                             |                        |
| 길곡리   | 吉谷里   | 길곡리                             |                        |
| 대곡리   | 垈谷里   | 대곡1리, 대곡2리                   |                        |
| 동막리   | 東幕里   | 동막리                             |                        |
| 두미리   | 斗尾里   | 두미리                             |                        |
| 마곡리   | 馬谷里   | 마곡리                             |                        |
| 모곡리   | 牟谷里   | 모곡1리, 모곡2리, 모곡3리, 모곡4리 |                        |
| 반곡리   | 盤谷里   | 반곡리                             | 면 행정복지센터 소재지 |
| 어유포리 | 魚遊浦里 | 어유포리                           |                        |
| 중방대리 | 中坊垈里 | 중방대리                           |                        |
| 팔봉리   | 八峰里   | 팔봉1리, 팔봉2리                   |                        |

## 숙박
- 비발디파크